# نبویوکی آیهارا
نبویوکی آیهارا (به انگلیسی: Nobuyuki Aihara) ژیمناست زادهٔ ۱۶ دسامبر ۱۹۳۴ میلادی اهل کشور ژاپن بود. او در المپیک ۱۹۵۶ ملبورن دو مدال نقره و در المپیک ۱۹۶۰ رم دو مدال طلا به گردن آویخت.